# Rondeletia portlandensis
Rondeletia portlandensis är en måreväxtart som beskrevs av George Richardson Proctor. Rondeletia portlandensis ingår i släktet Rondeletia och familjen måreväxter. Inga underarter finns listade i Catalogue of Life.